# フォルテュニオ

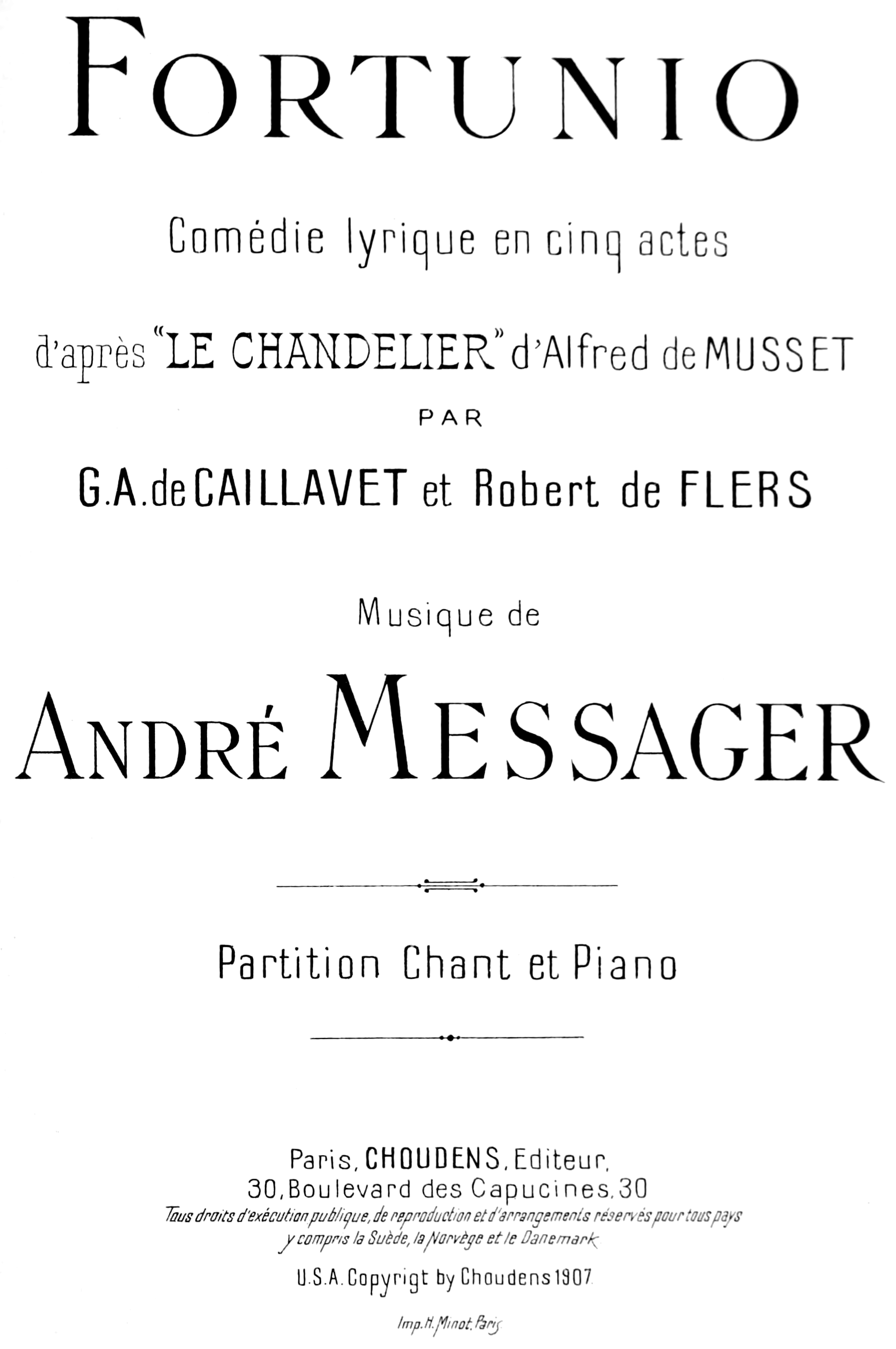
ピアノスコアの表紙

『フォルテュニオ』（フランス語: Fortunio）はアンドレ・メサジェによる全4幕の オペラで1907年6月5日にパリのオペラ＝コミック座にて初演された。『フォルチュニオ』、『フォルトゥニオ』と表記されることもある。メサジェは本作を抒情劇（Comédie lyrique）と銘打っている。フランス語のリブレットはロベール・ド・フレールとガストン・アルマン・ド・カイヤヴェによって書かれている。メサジェはオペレッタを多く作曲しており、オペレッタに分類される場合もあるが、本作にはほぼ台詞はない。

## 概要

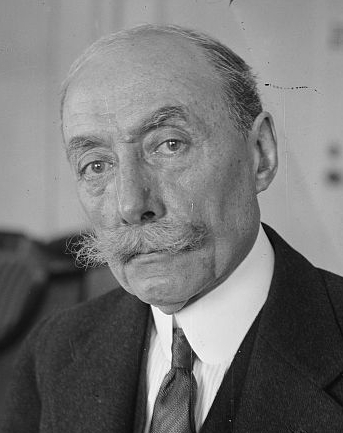
アンドレ・メサジェ

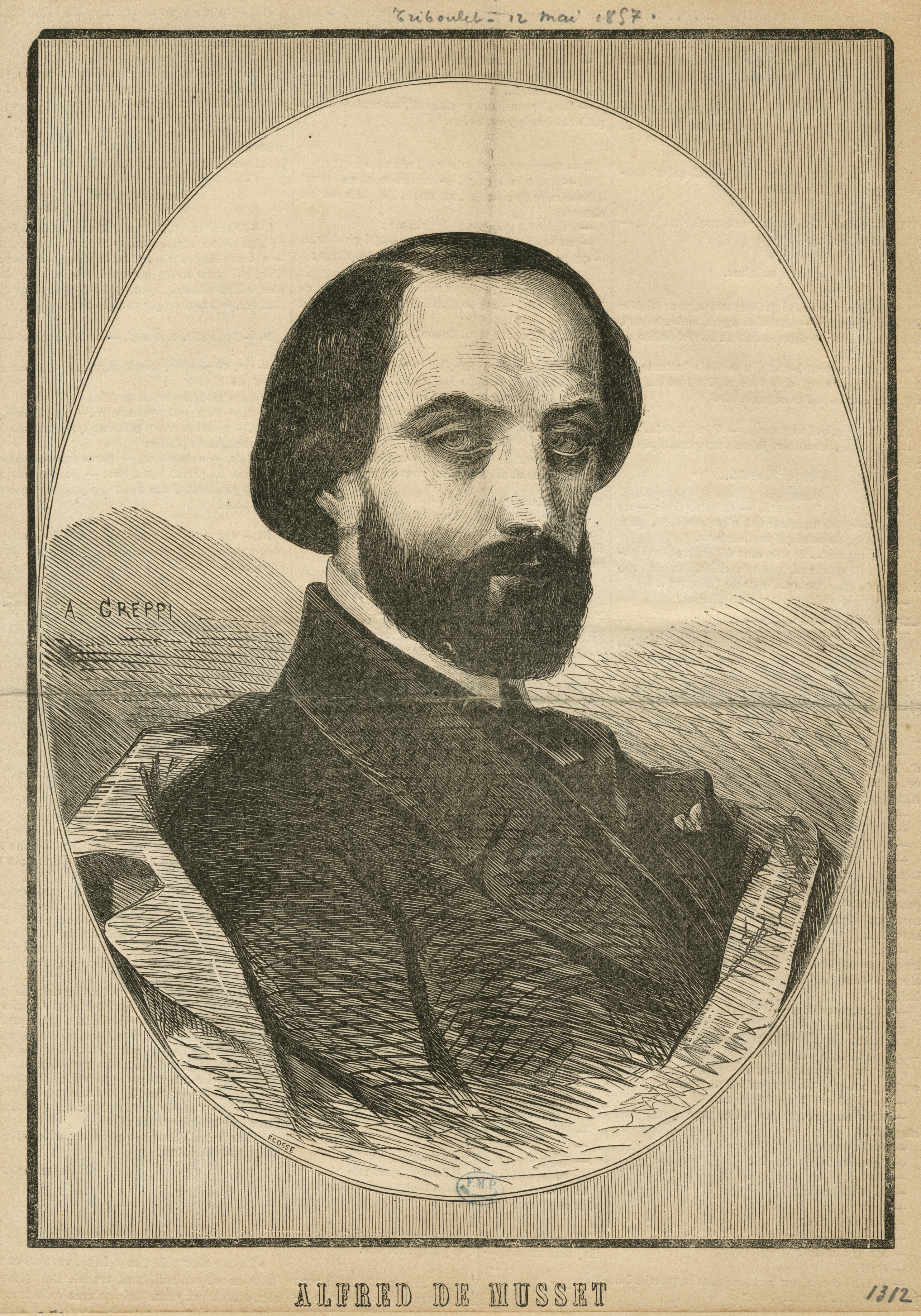
アルフレッド・ド・ミュッセ

1907年6月5日の初演はクロード・ドビュッシー、アンリ・ビュッセル、ガブリエル・ピエルネ 、レイナルド・アーン、ガブリエル・フォーレなどが列席のもとに行われたが、初演は好評であり、フォルテュニオの〈ロマンス〉（Si vous croyez que je vais dire）がアンコールを求められた。本作は1948年まではレパートリーに残った。その後、上演されなくなり、2009年に復活を果たした。
初演のキャストを見ると、クラヴァロシュには『ペレアスとメリザンド』の初演でゴローを務めたエクトール・デュフランヌが、またペレアスを創唱したジャン・ペリエがランドリを歌い、芸達者で経験豊かなリュシアン・フュジェールがアンドレ先生を務め、オペラ・コミック座の支配人アルベール・カレの妻マルグリット・カレがジャックリーヌを歌い、若いフェルナン・フランセルが主役を務めた。
『ラルース世界音楽事典』では本作について「微妙で詳細な台本に対してメサジェはニュアンスのこもった素晴らしい曲で応えている。あらゆる慣例から逃れて、独創性に満ちた旋律の豊かな書法によって彼は正確な人物像を形成しており、またオーケストラは洗練された人を酔わせる、そして時おり突飛なハーモニーで登場人物を包み込んでいる。上品で軽やかで、しかも適宜に悲痛なこの作品はフランス・オペラの至宝の一つである」と評価している。
永竹由幸は「彼の音楽は、繊細で口当たりがよく、いかにもフランス的な香りがする。音楽にはパロディとして『ワルキューレ』の眠りの主題が出てきたり、『ペレアスとメリザンド』の旋律が顔を出したりして面白く、上品で最高だ」と評している。
昭和音楽大学オペラ情報センターによれば、日本初演は2011年3月12日に東京オペラプロデュースによってなかのZERO大ホールにおいて池田理代子の演出、飯坂純の指揮、東京ユニバーサル・フィルハーモニー管弦楽団の演奏、高野二郎、江口二美らの配役で上演された。しかし、 アトリエ・デュ・シャンが2010年 10月30日に大泉学園ゆめりあホールで、ピアノ伴奏にて上演したという記録も残っている。

## リブレット

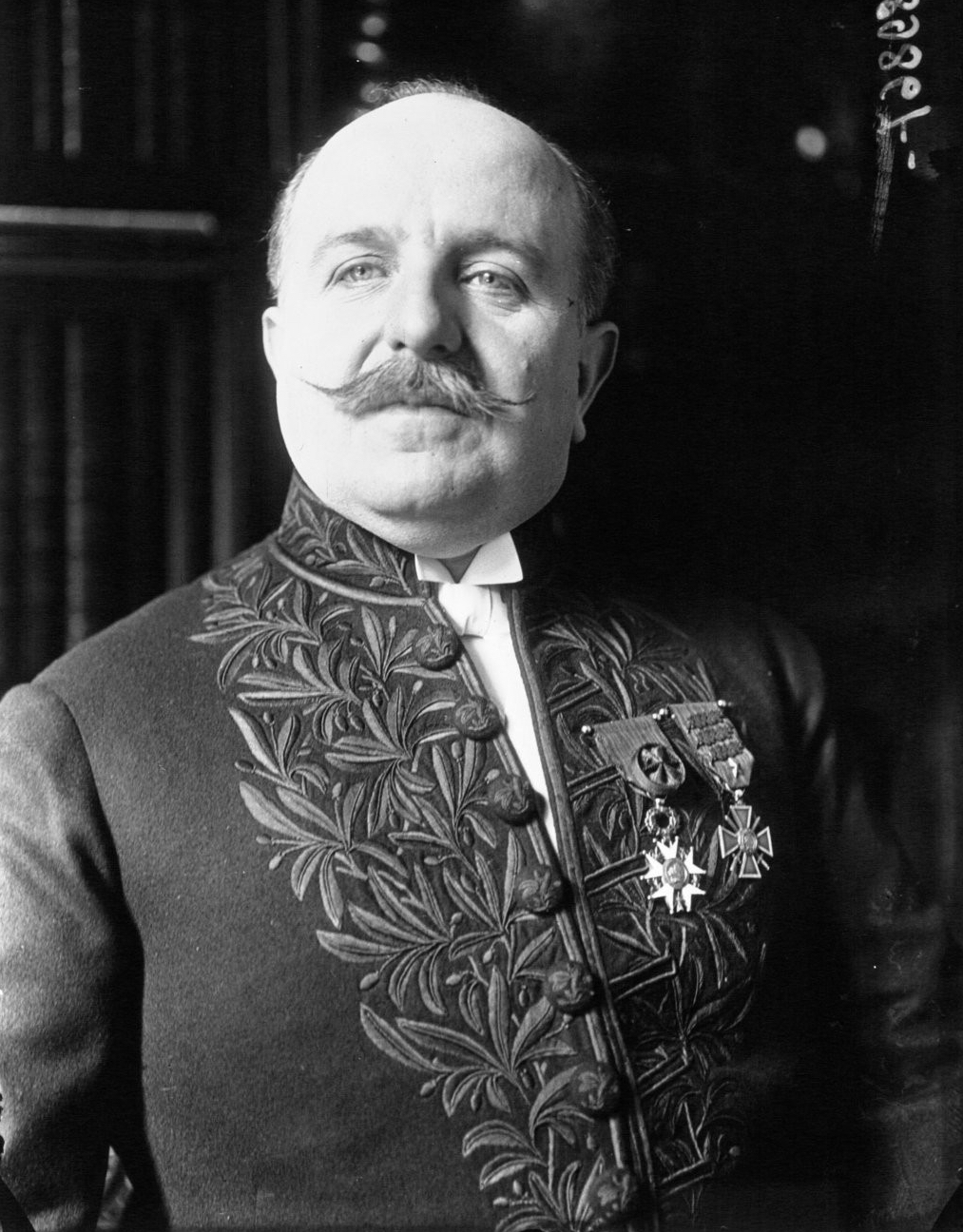
ロベール・ド・フレール

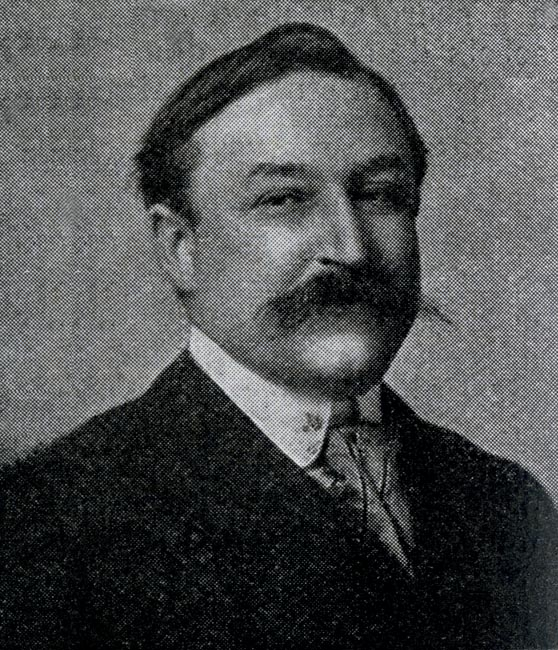
ガストン・アルマン・ド・カイヤヴェ

リブレットを手掛けたロベール・ド・フレールとアルマン・ド・カイヤヴェのコンビは演劇『グリーンコート』やガブリエル・ピエルネによるバレエ音楽 『シダリーズと牧羊神』ほか多くの劇場作品でも共同作業を行っている。
本作はアルフレッド・ド・ミュッセの原作『燭台』(Le Chandelier)に基づいてリブレットは作成されているが、かなり原作には忠実な内容となっている。フランス語のLe Chandelier（シャンドリエ）は第一義的には燭台という意味だが、古くは「夫の目をそらすための見せかけの愛人」という「当て馬」の意味があり、本作の内容と一致する。
永竹由幸はリブレットについて「ミュッセの原作をよく生かして浮気の哲学を心憎いほどうまく表現している」と評している。
ルシューズによれば「メサジェの作品においては冗談やユーモアはブルジョワ社交界の中で（つまりメサジェのいた社会階級で）起こる快い恋愛遊戯の中で発せられ、常に上品なトーンを帯びている。メサジェの音楽は香水店やオートクチュールと同じように〈正真正銘のパリの粋〉のショーウィンドーのような風格のある一流品で、エミール・ヴィエルモースによると〈洗練された貴族風〉なのである」ということである。
原作者のミュッセ自体の人気は衰えておらず、『燭台』はオベールのオペラ・コミック『ザネッタ』（Zanetta、1840年）の原作として利用されており、オッフェンバックは『ファンタジオ』（Fantasio 、1872年）をミュッセの同名の劇『ファンタジオ』を原作として作曲しており、ジョルジュ・ビゼーもオペラ・コミック『ジャミレ』（Djamileh、1872年）をミュッセの長詩の『ナムーナ』(Namouna、1831年)を原作として作曲している。これらに見られるように、ミュッセの文学作品は多くの音楽作品に生き生きしたロマンティックな深みを注入し続けた。

## 関連作品
- オッフェンバック: オペラ・コミック『フォルテュニオの歌（英語版）』（La Chanson de Fortunio 、1861年）。オッフェンバックはミュッセの演劇『燭台』のための劇付随音楽を1850年に作曲している[4]。

## 上演時間
第1幕: 約28分、第2幕: 約32分、第3幕: 約30分、第3幕: 約15分、合計:約1時間45分

## 登場人物
| 人物名                     | 声域         | 原語名        | 役                                    | 1907年6月5日初演時のキャスト 指揮者： アンドレ・メサジェ |
| -------------------------- | ------------ | ------------- | ------------------------------------- | -------------------------------------------------------- |
| フォルテュニオ             | テノール     | Fortunio      | 夢想家の青年                          | フェルナン・フランセル                                   |
| ジャックリーヌ             | ソプラノ     | Jacqueline    | アンドレの妻                          | マルグリット・カレ                                       |
| アンドレ先生               | バリトン     | Maître André  | 公証人 ジャックリーヌの夫             | リュシアン・フュジェール                                 |
| クラヴァロシュ             | バリトン     | Clavaroche    | 隊長                                  | エクトール・デュフランヌ                                 |
| ランドリ                   | バリトン     | Landry        | アンドレの弟子 フォルテュニオの従兄弟 | ジャン・ペリエ                                           |
| ダザンクール               | テノール     | D'Azincourt   | 中尉                                  | ガストン・ド・プメイラック                               |
| ヴェルボワ                 | バス         | Verbois       | 中尉                                  | ポール・ギヤマ                                           |
| マドロン                   | メゾソプラノ | Madelon       | ジャックリーヌの侍女                  | ベアトリス・ラ=パルム （Béatrice La Palme）              |
| ジェルトリュード           | ソプラノ     | Gertrude      | ジャックリーヌの侍女                  | マルグリット・ヴィレット                                 |
| シュブティル先生           | テノール     | Maître Subtil | フォルテュニオの叔父                  | モーリス・カズヌーヴ                                     |
| ギヨーム                   | テノール     | Guillaume     | アンドレの召使                        | ギュスターヴ・ユベルドー                                 |
| 合唱：市民、書記、兵士など |              |               |                                       |                                                          |

## あらすじ
物語の舞台　：　19世紀のフランスのある田舎町

### 第1幕
町の広場、日曜日の朝

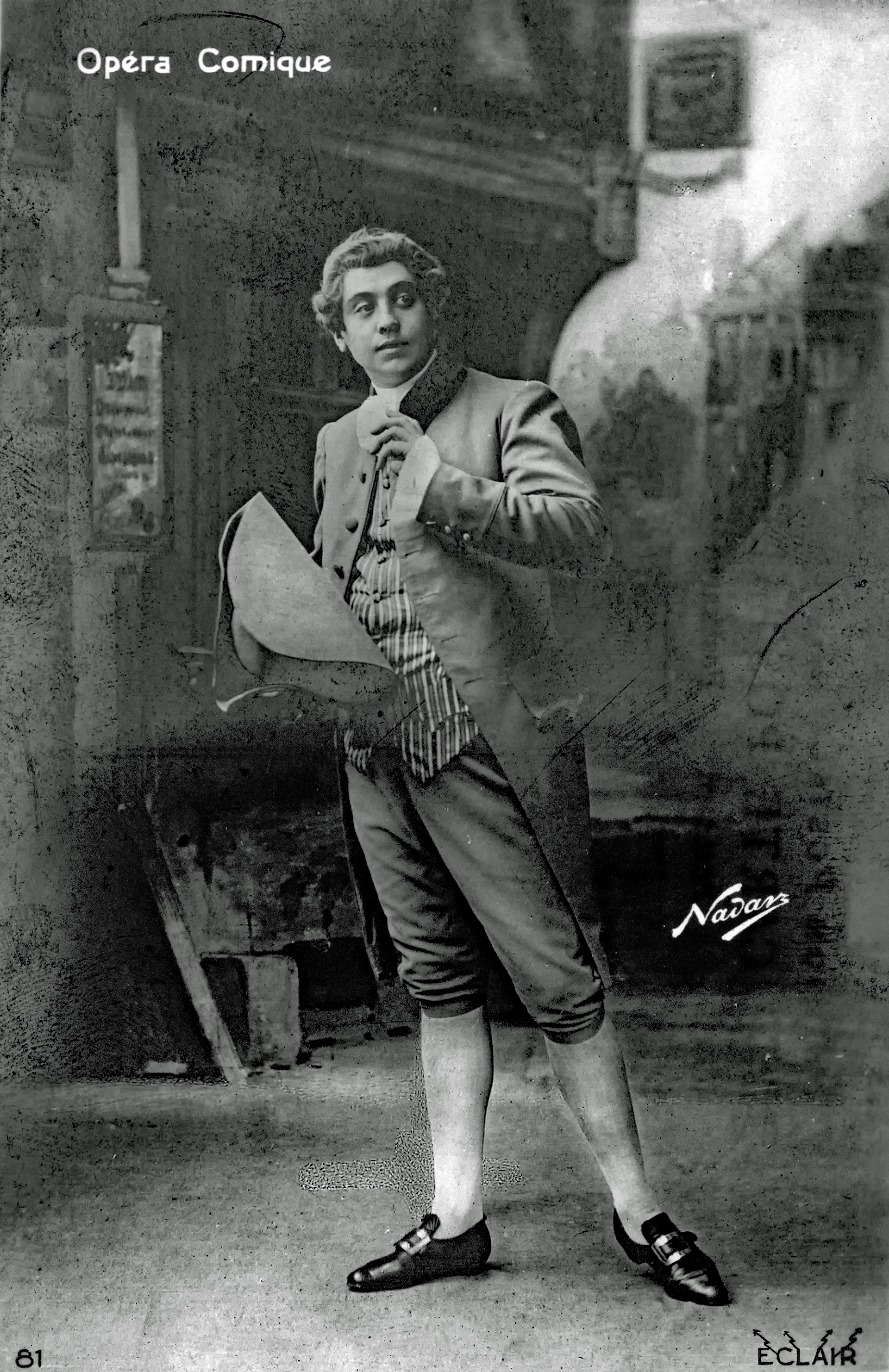
1907年にフォルテュニオを創唱したフェルナン・フランセル

ランドリと仲間たちがゲートボールを楽しんでいる。ランドリが勝つと仲間たちは彼に祝杯をあげようとする。彼は祝杯はアンドレ先生とその美しき妻ジャックリーヌにあげようではないかと言う。そこにスティプル先生とその甥フォルテュニオがやって来る。スティプルは甥を公証人アンドレの見習い奉公させるために連れてきたのだった。しかし、純朴な田舎育ちの青年フォルテュニオは町の司法書士のところで勉強するのはどうも気が進まないのだった。スティプルはフォルテュニオが田舎に帰りたがるのをなだめ、既にこの公証人事務所で働いているランドリに従兄弟のフォルテュニオの手助けするように頼む。ランドリは心配はいらないというが、フォルテュニオは「僕は内気で繊細なんだ！」（Je suis très tendre et très farouche）を歌う。彼はある女性に恋をしたが、彼女の身元はおろか名前さえ知らない。ただ夢見心地で恋をしているに過ぎない。ランドリはそのうち何とかなるというが、フォルテュニオは不安な気持ちでいっぱいなのだ。そこにクラヴァロシュ隊長が部隊を引き連れて、現れる。女好きな隊長はこの町でも早速愛人を物色し始める。ヴェルボワとダジンクールにこの町にはどんな女がいるか、目ぼしい候補を聞き出す。なかなか好ましい候補が見当たらないが、最後にジャックリーヌという貞節な夫人がいるが、浮気には適さないだろうというと隊長は征服欲を掻き立てられ、ジャックリーヌをものにすることを決める。そこに、ミサが終わったので、アンドレとジャックリーヌが教会から姿を現す。夫はちょっと有事があるからと場を離れる。クラヴァロシュは今がチャンスとばかりにダジンクールに彼女を紹介させる。隊長はジャックリーヌと話している内に彼女の夫は老人で父親のような存在であることを聞き出すと、大胆にも早々と彼女に求愛する。ジャックリーヌはびっくりして拒絶し、クラヴァロシュに自分に付きまとわないように言う。夫が戻ると夫婦は場を離れる。夫は妻に今話していた軍人は誰だと妻に問うと、彼女は新任の隊長だと言い、近くにいたクラヴァロシュを夫に紹介する。アンドレは隊長を気に入り、翌日のディナーに招待してしまう。少し離れたところで、ジャックリーヌを見ていたフォルテュニオは彼女が公証人の妻だと聞くと、叔父に公証人の事務所で働く決意が固まりましたと嬉々として伝えるのだった。

### 第2幕
ジャックリーヌの部屋、夜明け

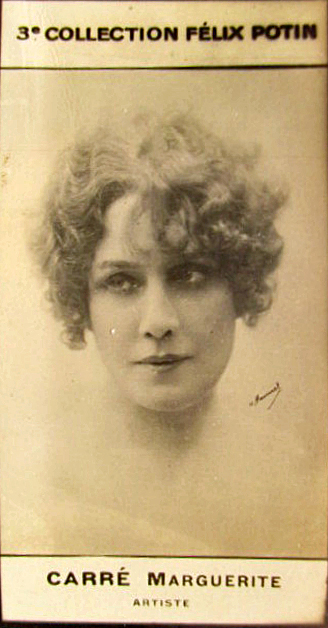
ジャックリーヌを演じたマルグリット・カレ

アンドレは召使の妻の部屋に不審な男が忍び込んだという報告を受けて、ジャクリーヌのもとに駆け付けてきた。妻は寝ぬそうな表情でそんなことを言うのは私を疑っているからなのねと泣き出す。ジャクリーヌは召使が貴方をからかっているのか、女中の愛人と見違えたのではないかと言う。お人好しの夫は妻を疑って悪かったと詫びて、自分の部屋へと戻る。（ここで『ワルキューレ』の眠りの動機が奏される。）すると、戸棚の中に隠れていたクラヴァロシュが出てくる。ジャクリーヌは夫がこんなにも嫉妬深いのではこれ以上の逢瀬は無理と言う。隊長は「確かに状況は厳しいが解決策は3つほどある」と言う。別れるか、夫を殺すか、もう一つは別の偽の愛人を作って《当て馬》にして、夫の目を欺き、その間に逢瀬を楽しむか、だと言う。そして、「その若者はハンサムで内気な青年で」（C'est un garçon de bonne mine, timide）と歌い出す。（ここで、『ペレアス』の動機がパロディとして奏される）。ジャクリーヌは《当て馬》の作戦に賛成する。これに満足した隊長はこっそりと彼女の部屋を出て行く。ジャクリーヌは侍女のマデロンを呼び出し、身支度を手伝わせながら、庭にいる従兄弟たちを窓から見下ろしながら、貴女は誰がお気に入りかと訊く。マデロンは純朴でハンサムなフォルテュニオが気に入っていると答える。そこへジェルトリュードがやって来て、今日は奥様の結婚記念日ですから、従兄弟たちが恒例の花束を持ってきましたと言う。そして、一同が入室しお祝いの合唱をする。合唱が終わると皆が帰りかける。ジャクリーヌは彼らのうちの一人に頼みたいことがあると言う。男たちは我こそはと名乗り出るが、彼女はフォルテュニオを選ぶと、残りの者は落胆して立ち去る。彼女はこのお願いを行うには絶対に秘密を守ってもらわなければならないと言う。フォルテュニオは秘密は守ると約束する。ジャクリーヌは実は彼女の友人で夫の嫉妬深さに立腹している人物がいる。そこで、夫をからかうために、若くハンサムで純情な男性を偽の愛人としようとして探しているのだと言う。そして、フォルテュニオにその偽の愛人になって欲しいと頼む。フォルテュニオがこれを承諾すると、実はその友人とは自分自身なのだと告白する。フォルテュニオは自分の命は奥様のもの、ご安心くださいと夢見心地で語って退出するのであった。

### 第3幕
アンドレ宅の庭

1907年上演時の情景

ランドリは仲間の男たちと恋愛談義をして立ち去ると、クラヴァロシュが現れ、間男というものはいつも隠れていなければならないので、結構辛いものだと歌う。そこにジャクリーヌがやって来て計画通りに偽の愛人を用意したことを伝える。そこにアンドレも加わって、昨日の焼餅を焼いたことへの反省などを始める。さらに、フォルテュニオが現れるので、新たな徒弟としてクラヴァロシュに紹介する。クラヴァロシュはフォルテュニオに奥様に愛の小唄でも捧げたらどうかと提案する。フォルテュニオが奥様がお望みならばと答えると、ジャクリーヌはそれならば歌って欲しいと伝える。フォルテュニオは「私は言ったことはないが」（Si vous croyez que je vais dire）と静かに歌い始める。悲痛な想いの込められたフォルテュニオの歌は感動的で、アンドレも涙を浮かべて、本当に愛しているんだなと呟く。食事が終わるとアンドレはクラヴァロシュを誘ってトランプをしに別室へと行く。夫人もすぐに戻るとフォルテュニオに耳打ちして立ち去る。さらに、フォルテュニオはジャクリーヌへの愛情について「繊細でやりきれない不安」（Une angoisse exquise et mortelle）を情熱的に歌う。するとジャクリーヌが戻り、さっきの歌は誰のために、貴女が書いたのと問う。フォルテュニオは奥様のために私が自分で書いたのですと答える。そして、私は貴女が教会から出てきた時からずっと恋に落ちていたのですと告白する。ジャクリーヌは冷静に聞いていたが、フォルテュニオが余りにも情熱的なので心打たれて、遂に自分も貴方が好きだと告げて、立ち去る。フォルテュニオが有頂天になると、クラヴァロシュが夫人と一緒に戻って来るので、藪の中に身を隠す。クラヴァロシュはジャクリーヌにアンドレが今夜、家の近くの藪の中に武装した４人の男と待ち伏せし、君の愛人が夜這いにやってきたら、襲いかかる手筈にしたようだと伝える。彼女はまずいことになってしまったと危惧する。この会話を偶然に耳にしたフォルテュニオは、クラヴァロッシュがジャクリーヌの真の恋人であることが判明し、フォルテュニオは絶望し圧倒される。

### 第4幕
ジャックリーヌの部屋
ジャクリーヌはフォルテュニオに危険を伝えるためにマデロンに手紙を持たせる。しかし、彼女は胸騒ぎがして眠れず、〈アリア〉「何も見えない」（Je ne vois rien）を歌う。マデロンが戻るが、フォルテュニオがどうしても来るというので裏街道から一緒に連れて来てしまいましたと謝る。フォルテュニオは昨日のジャクリーヌと隊長の話を立ち聞きしてしまったので、全てを知っていたのですと状況を説明する。私はからかわれていたわけですが、それでも私は貴女を愛していますし、貴女が私を愛していてくれたとも信じていたのです。だから、私はこの館を出て殺される覚悟もできましたと言う。ジャクリーヌはフォルテュニオが全てを知っていると思っているのでしょうけれど、貴方が知らないことはまだある、それは私が本当に貴方を愛していると言うことなのよと心情を打ち明ける。そして、彼女はフォルテュニオを隠す。すると、夫がクラヴァロシュと共に現れる。夫は一晩中、浮気相手を待ち伏せしていたが誰も来なかった、嫉妬に狂うとろくなことがない、おかげで風邪をひいてしまったとこぼす。クラヴァロシュはいやまだこの部屋のどこかに隠れているはずと言うと、この前、自分が隠れていた場所を探すが、見つからない。アンドレはもういい加減にしようと言って、隊長と出て行く。ジャクリーヌはフォルテュニオに出て来させ、二人は喜び抱き合い、フィナーレとなる。

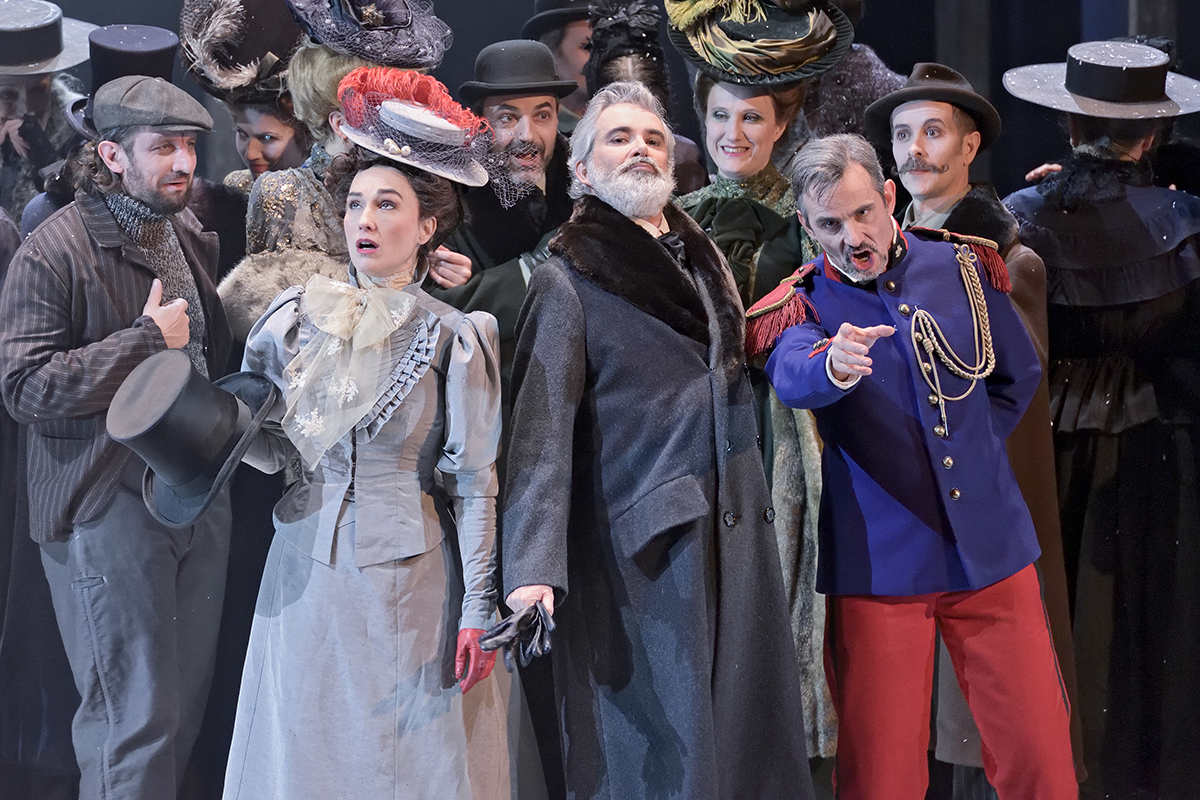
2019年のパリ・オペラコミック座での蘇演時の情景

## 主な録音
| 年   | 配役 フォルテュニオ ジャクリーヌ アンドレ クラヴァロシュ ランドリ                                                        | 指揮者 管弦楽団 合唱団                                                           | レーベル                                                                            |
| ---- | --- | -------------------------------------------------------------------------------- | ----------------------------------------------------------------------------------- |
| 1987 | ティエリ・ドラン コレット・アリオー＝リュガ ミシェル・トランポン ジル・カシュマイユ フランシス・デュジアック             | ジョン・エリオット・ガーディナー リヨン国立歌劇場管弦楽団 リヨン国立歌劇場合唱団 | CD: Erato ASIN : B000005EA1                                                         |
| 2019 | シリル・デュボワ アンヌ＝カトリーヌ・ジレ フランク・ルゲリネル ジャン＝セバスティアン・ブー フィリップ＝ニコラ・マルタン | ルイ・ラングレ シャンゼリゼ管弦楽団 レ・ゼレマン室内合唱団                       | CD: Naxos ASIN : B08HTGBV1C 演出：ドゥニ・ポダリデス ロレーヌ国立歌劇場との共同制作 |